# Hey Lady 優しくなれるかい
『Hey Lady 優しくなれるかい』（へい れでぃ やさしくなれるかい）は、1980年に庄野真代自身で作詞・作曲し歌唱発表されたポップスの楽曲である。
1980年春のポーラ化粧品キャンペーン・CMソングに採用される。庄野自身「飛んでイスタンブール」「モンテカルロで乾杯」に続く3曲目のオリコンチャートTOP10入りを果たし、最高6位まで上昇、約28万枚のセールスを記録。さらにTBSテレビ「ザ・ベストテン」でも約1年半ぶりにランクイン（通算2週）された。
当時「不思議なピーチパイ」（竹内まりや・資生堂）、「唇よ、熱く君を語れ」（渡辺真知子・カネボウ）の2曲も、同じく1980年春の化粧品会社のCMでヒットしていた事で、この3人には名前のイニシャルに由来して「3M」という称号が与えられていた。
尚同曲のヒット中に庄野は「世界一周の旅に出る（約1年間で28か国を渡航）」との理由で、歌手活動の休業を宣言した。

## 収録曲
1. Hey Lady 優しくなれるかい
作詞・作曲:庄野真代／編曲:瀬尾一三
2. シンガポール航海(マリーン)
作詞・作曲:庄野真代／編曲:瀬尾一三